# Netty van den Nieuwboer-Langenkamp
Netty Alide van den Nieuwboer-Langenkamp (Hengelo, 1943) is een Nederlands politicus van het CDA.
Na de hbs heeft ze gestudeerd aan de sociale academie. Van 1975 tot 1993 zat ze in de gemeenteraad in haar geboorteplaats. In 1985 werd ze daar tussentijds wethouder maar na de gemeenteraadsverkiezingen van 1986 komt daar na een jaar alweer een einde aan. Vier jaar later keerde Nieuwboer-Langenkamp weer terug als wethouder en in november 1993 werd ze benoemd tot burgemeester van Brederwiede. Op 1 januari 1999 werd Nieuwboer-Langenkamp waarnemend burgemeester van Raalte en anderhalf jaar later volgde haar benoeming tot burgemeester van Losser. In juni 2004 ging ze vervroegd met pensioen. Kort daarvoor had het gemeentebestuur het vertrouwen in B&W opgezegd nadat bleek dat het tekort van de Landesgartenschau 2003, die Losser samen met de Duitse buurgemeente Gronau had georganiseerd, Losser 1,5 miljoen euro zou gaan kosten.